# تكنولوجيا التعليم في السعودية
التكنولوجيا التعليمية في المملكة العربية السعودية هي استخدام تقنيات التعليم في المملكة العربية السعودية منذ منتصف السبيعينيات، بدايتها والتطورات والوضع الحالي. كما يصف النمو المتزايد في استخدام التكنولوجيا في المدارس والمعاهد والجامعات، ويعرض موقف الشعب السعودي تجاه هذه الظاهرة العالمية. 

## الجدول الزمني للتعليم والتكنولوجيا في المملكة العربية السعودية
مر التعليم في المملكة العربية السعودية بمراحل متنوعة. استناداً لنشأة التكنولوجيا في التعليم في المملكة العربية السعودية. يظهر أدناه أن التكنولوجيا قد ظهرت مؤخرا . 

### نشأة التعليم في المملكة العربية السعودية

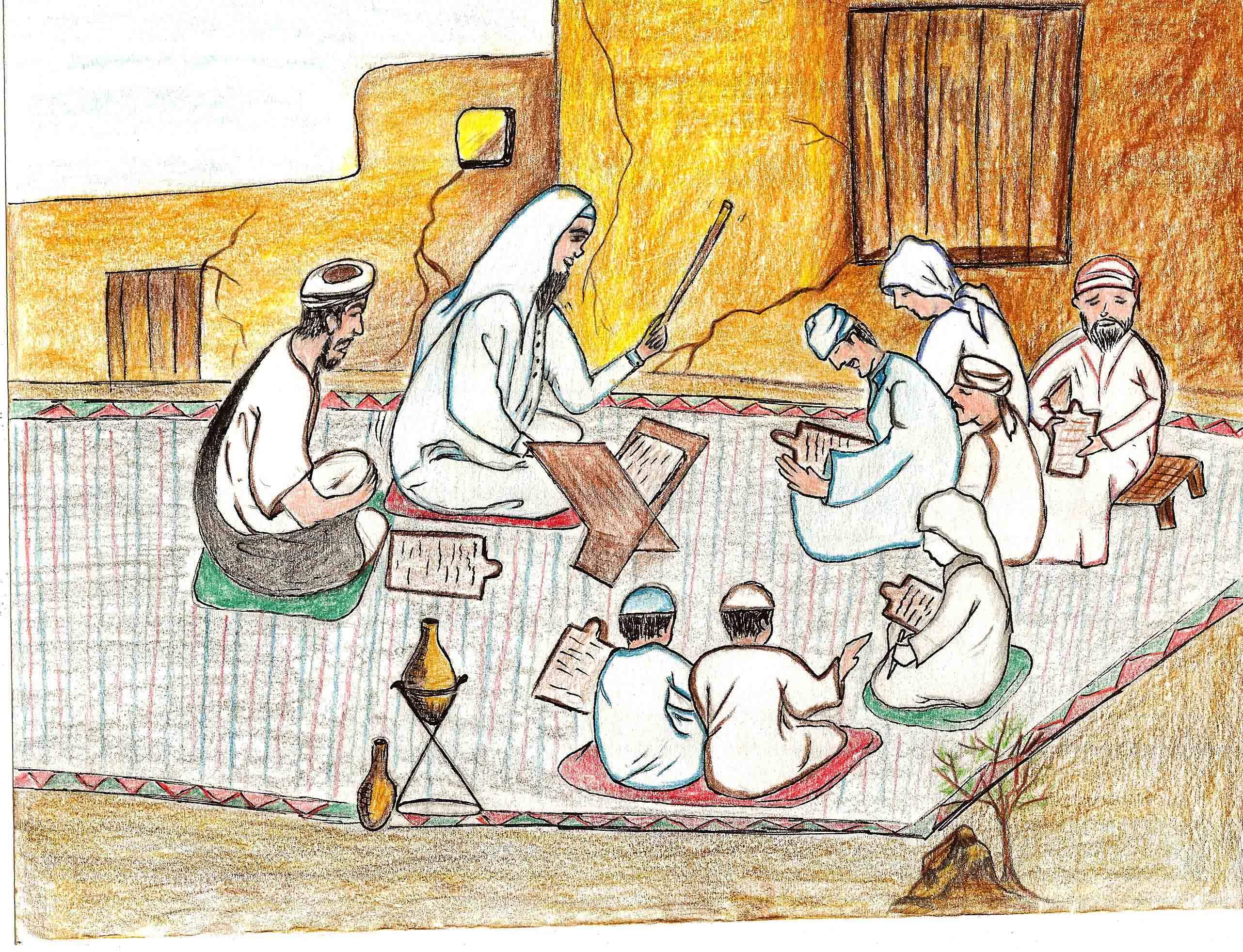
الكتاتيب (مدرسة ابتدائية)

1. في الثلاثينيات، بدأ التعليم الابتدائي الرسمي في المملكة العربية السعودية . [1]
2. في عام 1945 ، أطلق الملك عبد العزيز بن عبد الرحمن آل سعود ، مؤسس البلاد، برنامجًا موسعًا لإنشاء المدارس في المملكة.
3. في عام 1954 ، تم إنشاء وزارة التعليم.

### نشأة التعليم التقني في المملكة العربية السعودية
1. في أوائل الخمسينيات، بدأ التعليم التقني والتدريب المهني في المملكة العربية السعودية ودمج مع التعليم العام. [2]
2. في عام 1980 ، تم تأسيس المؤسسة العامة للتعليم الفني والتدريب المهني (GOTEVOT) رسميًا. أقرت بالحاجة إلى التعليم التكنولوجي على مستوى الكلية لتوليد كوادر وطنية مؤهلة تأهيلا عاليا.

### تكنولوجيا ما قبل الإنترنت والتعليم في المملكة العربية السعودية
1. في عام 1979 ، تبث القنوات الإذاعية السعودية برامج تعليمية إذاعية بدعم من وزارة التعليم العالي ووزارة التعليم. وإن لم تكن برامج التعلم عن بعد الرسمية، فقد صُممت هذه البرامج الإذاعية لمساعدة الطلاب في نظام التعلم التقليدي. [3]
2. في حوالي عام 1980 ، بدأ تعليم المراسلة عندما شارك الطلاب في الدورات التي تقدمها الجامعات الدولية خارج المملكة. [4]
3. في عام 1985 ، أطلقت المملكة العربية السعودية ودول عربية أخرى قمرين صناعيين للاتصالات يُعرفان باسم " عربسات" ... ويقتصر استخدامهما في ... التعليم فقط على خيال المستخدم وموارده. [5]

### تكنولوجيا التعليم بعد الإنترنت في المملكة العربية السعودية

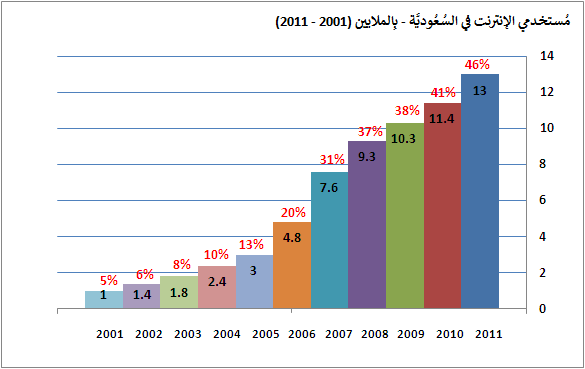
عدد ونسبة سكان مستخدمي الإنترنت في المملكة العربية السعودية (2001-2011)

1. في عام 1993 ، أصبحت جامعة الملك فهد للبترول والمعادن ( الظهران ) في الظهران أول مؤسسة سعودية تتصل بالإنترنت . [6]
2. في عام 1994 ، تم تقديم الإنترنت لأول مرة إلى المملكة العربية السعودية عندما تمكنت المؤسسات الأكاديمية والطبية والبحثية الحكومية من الوصول إليها. [7]
3. في عام 1997 ، سمح للجمهور الوصول إلى الإنترنت. [8]
4. في عام 1999 ، تم توفير الإنترنت للاستخدام الجامعي والحكومي . [9] ثم، يبدأ الوصول إلى الإنترنت من الحكومة والأكاديمي إلى التيار الرئيسي. على الرغم من أن السنوات القليلة الأولى لم تلاحظ تقدمًا كبيرًا، إلا أنه في السنوات التالية، ازداد استخدام الإنترنت واستخدامه بشكل سريع. [10]
5. في عام 2000 ، اقترح الشرهان أنه ينبغي لدولة مثل المملكة العربية السعودية التي تبلغ مساحتها أكثر من مليوني كيلومتر مربع ويبلغ عدد سكانها 16 مليون نسمة أن تنظر في اعتماد استخدام تكنولوجيا الأقمار الصناعية في نظامها التعليمي. [11] بالإضافة إلى ذلك، تم منح الجمهور العام الوصول إلى الإنترنت.
6. في أوائل القرن الحادي والعشرين، تستخدم الجامعات السعودية تقنية التلفزيون التفاعلي (ITT) المنقولة عبر خطوط الألياف البصرية - وهي تقنية توفر التواصل المرئي والسمعي للطلاب في المناطق النائية الذين يسعون للحصول على التعليم. [12]
7. في عام 2001 ، قررت مدينة الملك عبد العزيز للعلوم واللتقنية (KACST) تمويل دراسة تستكشف استخدام الإنترنت عبر ثلاثة موضوعات رئيسية هي: .... الآثار المترتبة على تكنولوجيا الإنترنت في التعليم ... أيضًا، قدمت شركة الاتصالات السعودية (STC) خدمة خط المشترك الرقمي غير المتماثل (ADSL) للمملكة، مما أدى إلى انخفاض كبير في تكلفة خدمة الإنترنت. أتاحت ADSL لجميع الجامعات تنفيذ المزيد من التعليم على شبكة الإنترنت (WBI). [13]
8. في عام 2002 ، كان النظام التعليمي في المملكة العربية السعودية يتألف من 11 جامعة، وأكثر من 24.000 مدرسة، و 48 كلية نسائية، وأكثر من 30 كلية. [14]

### ظهور التعلم الإلكتروني
1. في عام 2003 ، معايرة جامعة أم القرى وجامعة الملك فهد للبترول والمعادن لإنشاء مركز التعليم الإلكتروني تحت عمادة التطوير الأكاديمي لتكون المهمة الرئيسية مساعدة السكان الأكاديميين في الجامعة للاستفادة من تكنولوجيا التعلم لتطوير عملية التعليم. [15]

1. ابتداء من عام 2006 ، هناك تطور كبير في التعليم الإلكتروني في المملكة العربية السعودية. [16]
2. في عام 2007 ، تم إنشاء المركز الوطني للتعلم الإلكتروني والتعليم عن بعد. [17] أيضًا، تبث القنوات التلفزيونية السعودية برامج تعليمية بمساعدة من وزارة التعليم العالي ووزارة التعليم. كما هو الحال مع استخدام العروض الإذاعية، فإن هذه البرامج ليست التعلم الرسمي عن بعد ، ولكنها تقدم لمساعدة الطلاب الذين هم في نظام التعلم التقليدي. [18]
3. في عام 2008 ، ذكر الحربي (2011) أن التعليم الإلكتروني في المملكة العربية السعودية لا يزال في مراحله الأولى مع ندرة المعلومات حول استخدامه في وقت الدراسة. [19] دعت المملكة العربية السعودية إلى خطة وطنية لتبني تكنولوجيا المعلومات في جميع أنحاء البلاد. وتوصي الخطة بتنفيذ التعليم الإلكتروني والتعلم عن بعد، وتطبيقاتها المستقبلية في التعليم العالي. [20]
4. في عام 2009 ، تم تنظيم وتنظيم أول مؤتمر دولي للتعليم الإلكتروني والتعلم نسخة محفوظة 25 نوفمبر 2009 على موقع واي باك مشين. عن بعد من قبل وزارة التعليم العالي والمركز الوطني للتعلم الإلكتروني والتعلم عن بعد. [21]
5. في عام 2010 ، تم نشر وتصديق قائمة التعليم عن بعد في مؤسسات التعليم العالي في المملكة العربية السعودية. [22]
6. في عام 2011 ، وافق الملك عبد الله بن عبد العزيز آل سعود، رئيس مجلس الوزراء ورئيس مجلس التعليم العالي، على قرار المجلس بشأن إنشاء الجامعة الإلكترونية السعودية .
7. في العام الدراسي 2011-2012 ، كان هناك طلاب دراسات عليا عن بعد من جامعة الملك عبد العزيز بين الجامعات السعودية.

## اتصال بالإنترنت للجميع

### الاحصاءات الحديثة
ازداد عدد مستخدمي الإنترنت من حوالي مليون مستخدم في عام 2001 إلى ما يقارب 13 مليون مستخدم في نهاية عام 2011. 